# Antonio Casado
Antonio Casado y Velasco, 3. markiz Monteléon (Monteleone) (ur. 1703, zm. 1749) – hiszpański dyplomata. Jego starszym bratem był Isidor de Monteleone (1667-1739), również dyplomata.
Jego ojcem był Isidro Casado de Rosales (ur. 1667), a matką Maria Francisca de Velasco (ur. 1677), którzy pobrali się w 1698 roku.
W latach 1706–1712 Antonio Casado y Velasco był posłem w Genui. Następnie pełnił tę funkcję także w Londynie (1714–1718), Holandii (1721-1724) i Wenecji (1728–1733).
W latach 1724–1730 akredytowany jako poseł Hiszpanii w Danii. Pełnił wówczas również funkcje hiszpańskiego posła w krajach dolnej Saksonii.
W Holandii poślubił Marguerite Hueguetan til Gyldensteen, z którą miał jedną córkę: Eenriqueta Susana Casado de Monetelon y Huguetan (ur. 1725), która w roku 1746 wyszła za Heinricha VI, hrabiego Reuss zu Küstritz. Ich córką była Frederica-Luisa Reuss zu Küstritz urodzona w 1748 r.